# Златан Црналић
Златан Црналић (Приједор, 28. октобар 1963 – 4. мај 2024) био је пуковник Војске Републике Српске. Један од преживјелих пилота који су оборени изнад Новог Травника у фебруару 1994. године.

## Биографија
Рођен је у Приједору, а школовао се на Ваздухополовној гимназији у Мостару у 18. класи. Одмах по завршетку, 1982. године, уписује 35. класу Ваздухопловне војне академије у Задру и исту завршава 1986. године у звању пилот авиона и чину потпоручник. Почетком распада Југославије свој професионални пут пилота је наставио уз своју јединицу, тако да је у августу 1992. године заједно са јединицом пребазирао на аеродром "Маховљани" код Бање Луке. За свој допринос напорима и борби у Војсци Републике Српске одликован је Карађорђевом звијездом другог реда од Предсједника Републике Српске.
Са аеродрома Удбине (Република Српска Крајина) 28. фебрура 1994. на задатак је полетјело шест авиона типа "Јастреб". Циљ је била фабрика муниције у Бугојну и фабрика оружја у Новом Травнику. Након успјешмо обављеног задатка НАТО авијација их је напала у оквиру операције Спречити лет. Црналић је осјетио јак ударац али тада није знао шта се дешава са авионом. Све команде и параметри мотора су радили, ипак убруо је схватио да је погођен. Имао је проблема са недостатком горива и непосредно прије слијетања му је отказао мотор па је на аеродром у Удбини слетио попут једрилице. Црналићев авион је био једини који се вратио у базу. По слијетању сазнао је судбину осталих колега јер му је радио веза била у прекиду.